# La manta al coll
La manta al coll es una canción popular en valenciano de tradición festiva y con estrofas de contenido coloquial y humorístico que es original de Alicante (España). 
La letra suele variar de un municipio a otro, pero la letra del estribillo permanece invariable. Su autoría ha sido motivo de diversos litigios judiciales, pero en 2010 la SGAE dictaminó que el autor real de la letra es José Arques Llorens, conocido como "Tolo", y de la música Manuel García Ortiz, ambos alicantinos y que efectivamente ellos fueron los primeros en inscribirla en marzo de 1953. Aunque no se descartaba que ya existieran otras versiones anteriores, pero sin que estuvieran inscritas. Lo que registró Arques en ese momento fue una estrofa y el estribillo.

## Letra
(Tornada:)
La manta al coll i el cabasset
 mo n'anirem al Postiguet
 La manta al coll i el cabasset
 mo n'anirem, mo n'anirem al Postiguet. 
Arreando a xim-pam-pum. (bis)
Una volta passejava
 un guàrdia municipal
 passejant-se per la plaça
 cap amunt i cap avall.
 De la bragueta li faltava
 la mançaneta i un botó.
 Per allí se li mostrava
 don Joaquín, el director.
(Tornada)
Una volta quan tornava
 el tio Pep de l'horta
 es va trobar de casa
 oberta la porta.
 Pujant per l'escaleta
 es trobà un senyoret
 que oberta la bragueta
 li ensenyava el cacauet.
(Tornada)
Les xicotes de Xixona
 s'han comprat una romana
 pa' pesar-se les mamelles
 dos voltes a la setmana.
 Si vols que te les pesen
 posa't panxa cap amunt
 i voràs què polseguera
 que t'ix pel forat del cul.
(Tornada)
Per dos quinzets un puro.
 Per tres una pipa.
 Per quatre una guitarra.
 Per cinc una xica.
 El puro pa' fumar.
 La pipa pa' lluir.
 La guitarra pa' tocar.
 I la xica pa' dormir.
(Tornada)
La barca del pescador
 sempre fa olor de quitrà,
 la dona del pescaor
 ja sabem quina olor fa.
 Quan pregona cada dia
 a tot el que veu passar,
 "duc fresca la mercancía
 pel que la vullga comprar".
(Tornada)
(Estribillo:)

La manta en el cuello y el capacito

Nos iremos al Postiguet.

La manta en el cuello y el capacito

Nos iremos, nos iremos al Postiguet.
Arreando a chim-pam-pum. (bis) 
Una vez paseaba

un guardia municipal

paseándose por la plaza

hacia arriba y hacia abajo.

De la bragueta le faltaba

la manzanita y un botón.

Por allí se le mostraba

don Joaquín, el director.
(Estribillo)
Una vez cuando volvía

el tío Pepe de la huerta

se encontró en casa

abierta la puerta.

Subiendo por la escalerilla

se encontró un señorito

que abierta la bragueta

le enseñaba el cacahuete.
(Estribillo)
Las novias de Jijona

se han comprado una romana

para pesarse los pechos

dos veces a la semana.

Si quieres que te las pesen

ponte boca arriba

y verás qué polvareda

que te sale por el agujero del culo.
(Estribillo)
Por dos quinzets un puro.

Por tres una pipa.

Por cuatro una guitarra.

Por cinco una chica.

El puro para fumar.

La pipa para lucir.

La guitarra para tocar.

Y la chica para dormir.
(Estribillo)
La barca del pescador

siempre huele a alquitrán,

la mujer del pescador

ya sabemos qué olor tiene.

Cuando pregona cada día

a todo el que ve pasar,

"llevo fresca la mercancía

para el que la quiera comprar".

(Estribillo)